# Bieliński (herb szlachecki)

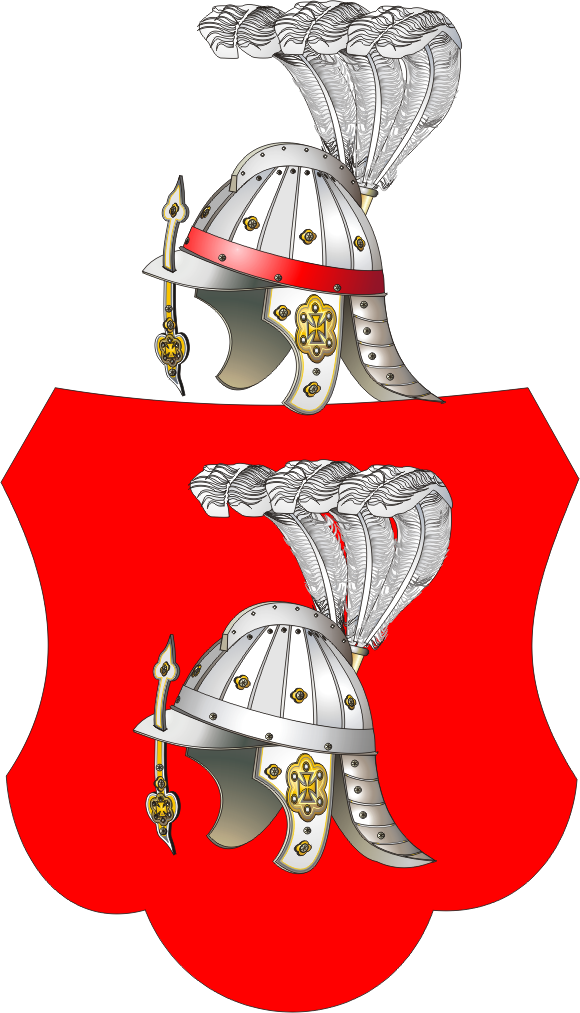
Bieliński vel Bieleński za pierwszym tomem herbarza Ostrowskiego

Bieliński vel Bieleński za Tadeuszem Gajlem

Bieliński (Bieleński) – polski herb szlachecki z nobilitacji. Według Józefa Szymańskiego jest to odmiana herbu Hełm.

## Opis herbu
W polu czerwonym hełm otwarty z grzebieniem i piórami białymi. 
Nad tarczą takiż hełm z przepaską czerwoną.

## Najwcześniejsze wzmianki
Nadany 6 grudnia 1557 r. Hawryle Bieleńskiemu.

## Herbowni
Bieliński – Bieleński.